# Rider Pt. 2
Rider Pt. 2 - singiel amerykańskiej grupy hip-hopowej G-Unit, promujący album pt Terminate on Sight z roku 2008. Gościnnie występuje raper Young Buck.

## Lista utworów
| Nr | Tytuł                           | Czas |
| -- | ------------------------------- | ---- |
| 1  | "Rider Pt. 2 (clean)"           | 2:51 |
| 2  | "Rider Pt. 2 (dirty)"           | 2:51 |
| 3  | "Rider Pt. 2 (instrumental)"    | 2:51 |
| 4  | "Rider Pt. 2 (clean, extended)" | 3:02 |
| 5  | "Rider Pt. 2 (dirty, extended)" | 3:02 |